# Rhododendron weyrichii
Rhododendron weyrichii är en ljungväxtart som beskrevs av Carl Maximowicz. Rhododendron weyrichii ingår i släktet rododendron, och familjen ljungväxter.

## Underarter
Arten delas in i följande underarter:
- R. w. albiflorum
- R. w. purpuriflorum
- R. w. psilostylum